# Гаметофит
Гаметофитът е хаплоидна структура или фаза от жизнения цикъл на полово размножаващите се растения. Всяка клетка на гаметофита съдържа пълен набор от хромозоми. Гаметофитът може да заема основната част (например при мъховете) или съвсем ограничена част от жизнения цикъл (например при папратите и покритосеменните).